# 真栄田雅也
真栄田 雅也（まえだ まさや、1952年10月17日 - 2022年1月19日）は、日本の実業家、カメラ技術者。キヤノン代表取締役社長や、ビジネス機械・情報システム産業協会副会長を務めた。

## 人物・経歴
宮崎県延岡市出身。延岡市立岡富小学校、延岡市立西小学校、延岡市立恒富中学校、宮崎県立延岡高等学校を経て、1975年九州大学工学部卒業後、キヤノン入社。本流のカメラ技術者として活躍し、2007年から取締役イメージコミュニケーション事業本部長としてデジタルカメラ事業の急成長を牽引した。
2010年キヤノン常務取締役に昇格。2014年専務取締役。2016年御手洗冨士夫の後任としてキヤノン代表取締役社長兼最高執行責任者に就任。生産革新などにあたった。ビジネス機械・情報システム産業協会副会長も務めた。趣味は自動車模型、飛行機模型、読書、テニスなどで、エリック・クラプトンのファンでもある。2020年キヤノン技術最高顧問。
2022年1月19日に膵がんのため死去、69歳没。